# Henk Staghouwer
Henk Staghouwer (ur. 14 czerwca 1962 w Hoogkerk) – holenderski polityk, przedsiębiorca i samorządowiec, działacz Unii Chrześcijańskiej (CU), w 2022 minister rolnictwa, zasobów naturalnych i żywności.

## Życiorys
Uzyskał wykształcenie średnie, odbył też kurs z zakresu przedsiębiorczości. Od 1978 pracował w piekarni w miejscowości Zuidhorn, a w 1989 założył własne przedsiębiorstwo z branży piekarniczej. Działacz Unii Chrześcijańskiej. W latach 2002–2013 był radnym prowincji Groningen. Od 2013 do 2022 wchodził w skład władz wykonawczych (Gedeputeerde Staten) tej prowincji, w których odpowiadał m.in. za rolnictwo i rybołówstwo.
W styczniu 2022 w powołanym wówczas czwartym rządzie Marka Ruttego objął stanowisko ministra rolnictwa, zasobów naturalnych i żywności. Zrezygnował z tej funkcji we wrześniu tego samego roku.